# Fulica
A Fulica a madarak (Aves) osztályának a darualakúak (Gruiformes) rendjébe, ezen belül a guvatfélék (Rallidae) családjába tartozó nem.

## Rendszerezés
A nembe az alábbi 12 faj tartozik:
- vörösszarvú szárcsa (Fulica rufifrons)
- ormányos szárcsa (Fulica cornuta)
- óriásszárcsa (Fulica gigantea)
- sárgacsőrű szárcsa (Fulica armillata)
- fehérszárnyú szárcsa (Fulica leucoptera)
- karibi szárcsa (Fulica caribaea)
- gyűrűscsőrű szárcsa (Fulica americana)
- hawaii szárcsa (Fulica alai)
- andoki szárcsa (Fulica ardesiaca)
- szárcsa (Fulica atra)
- bütykös szárcsa (Fulica cristata)
- maszkarén szárcsa (Fulica newtoni) – kihalt